# Jeskyně Hölloch
Jeskyně Hölloch se nachází ve Švýcarsku v údolí řeky Muota, asi 300 metrů východně od obce Stalden v kantonu Schwyz. Délka známých prostor v jeskyni je přes 194 km známých chodeb, hloubka jeskyně dosahuje skoro 950 m. V minulosti[kdy?] byla jeskyně považována za nejdelší jeskyni světa, než byla předstižena Mamutí jeskyní.

## Historie
Jeskyně byla objevena v roce 1875, když si Alois Ulrich povšiml, že na dně jindy suché propasti Peklo, někdy vyvěrá silný proud vody. Poté, co propast prozkoumal, nalezl zde vchod do neznámé jeskyně, která byla následně pojmenovaná podle propasti (Hölle loch znamená pekelná díra). V roce 1905 byla jeskyně zpřístupněna veřejnosti, díky povodním a nezájmu ovšem byly prohlídky brzo ukončeny. S dalším výzkumem se pokračovalo až po druhé světové válce (do té doby měla jeskyně pouze 5 km známých chodeb), byly objeveny další kilometry chodeb a v roce 1955 se 55 km dlouhá jeskyně stává nejdelší jeskynní prostorou na světě.
V současné době[kdy?] se snaží speleologové jeskyni propojit s jeskyní Silberen-System, pokud by se jim to povedlo, vzniklý systém by měl délku kolem 230 km a hloubka chodeb by dosahovala 1650 m.